# Agios Sostis (eiland)

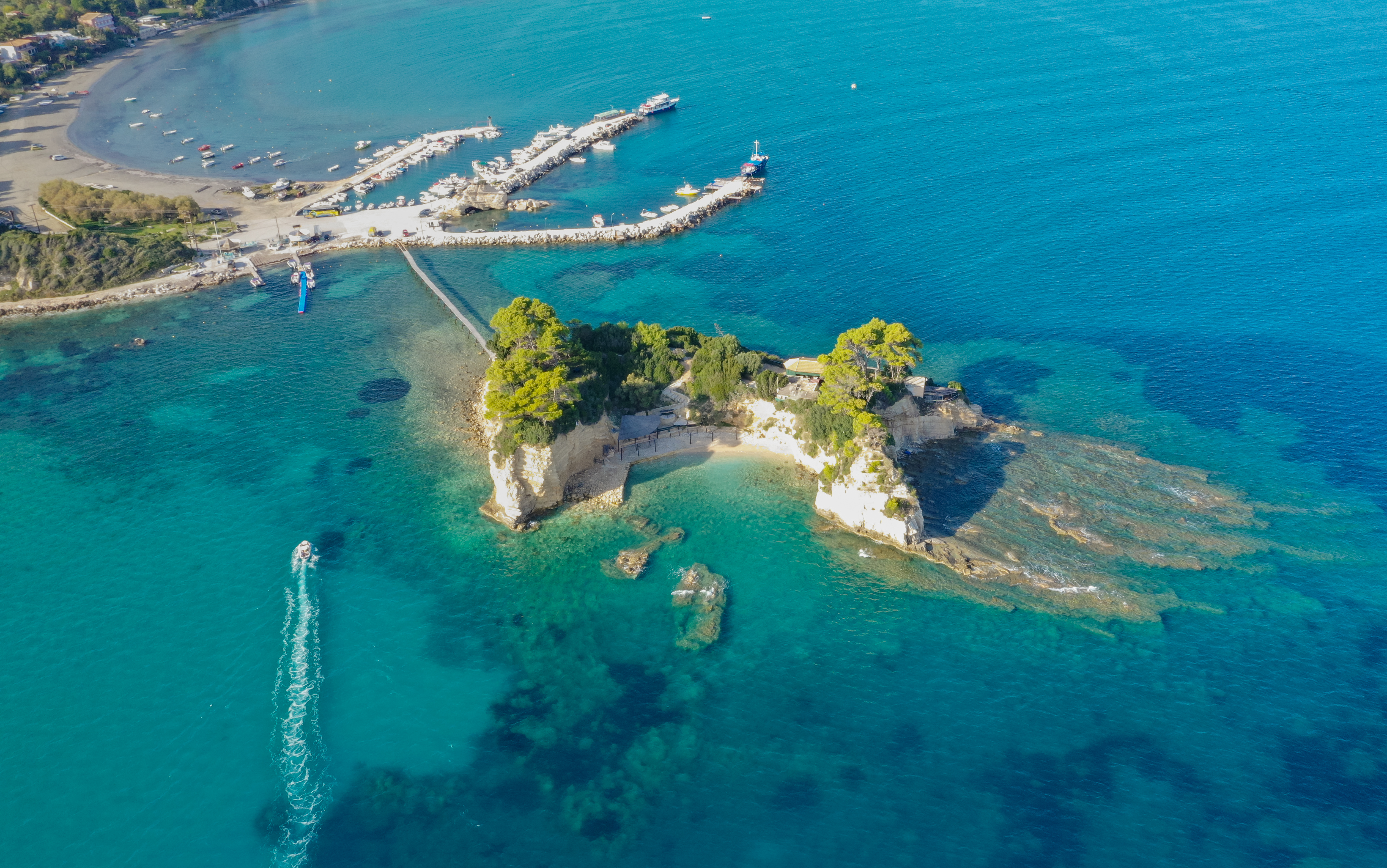
Luchtopname van Agios Sostis, in de toeristische sector ook Cameo-eiland genoemd.

Agios Sostis (Grieks: Άγιος Σώστης) is een klein onbewoond eiland in de Ionische Zee voor de kust van Zakynthos in Griekenland. Het eiland ontstond in 1633 nadat een aardbeving de kaap van het land scheidde en daarbij een kerk die gewijd was aan de Heilige Sostis verwoestte. Het eiland ligt tegenover de gelijknamige plaats waarmee het door middel van een houten loopbrug is verbonden, en trekt veel toeristen.
Het eiland is inmiddels privébezit en wordt gebruikt als bar en discotheek onder de naam Cameo Island. 